# WWE Superstar Shake-up 2018
Il WWE Superstar Shake-up 2018 è stato un evento della WWE svoltosi tra la puntata di Raw del 16 aprile 2018 e quella di SmackDown del 17 aprile 2018.

## Risultati

### 16 aprile 2018
| Lottatore                         | Passa a | Proviene da |
| --------------------------------- | ------- | ----------- |
| Jinder Mahal                      | Raw     | SmackDown   |
| Liv Morgan Ruby Riott Sarah Logan | Raw     | SmackDown   |
| Fandango Tyler Breeze             | Raw     | SmackDown   |
| Mojo Rawley Zack Ryder            | Raw     | SmackDown   |
| Natalya                           | Raw     | SmackDown   |
| Chad Gable                        | Raw     | SmackDown   |
| Dolph Ziggler                     | Raw     | SmackDown   |
| Baron Corbin                      | Raw     | SmackDown   |
| Mike Kanellis                     | Raw     | SmackDown   |
| Bobby Roode                       | Raw     | SmackDown   |

### 17 aprile 2018
| Lottatore                  | Passa a   | Proviene da |
| -------------------------- | --------- | ----------- |
| The Miz                    | SmackDown | Raw         |
| Jeff Hardy                 | SmackDown | Raw         |
| Mandy Rose Sonya Deville   | SmackDown | Raw         |
| Samoa Joe                  | SmackDown | Raw         |
| Big Cass                   | SmackDown | Raw         |
| Asuka                      | SmackDown | Raw         |
| Karl Anderson Luke Gallows | SmackDown | Raw         |
| Cesaro Sheamus             | SmackDown | Raw         |
| R-Truth                    | SmackDown | Raw         |